# Ivete Sangalo
Pour son premier album, voir Ivete Sangalo (album).
Ivete Maria Dias de Sangalo est une chanteuse, danseuse, interprète, actrice et présentatrice brésilienne (née le 27 mai 1972, à Juazeiro, dans l'État de Bahia). Elle est extrêmement populaire au Brésil, et également très connue dans tous les pays de l'Amérique latine ainsi qu'au Portugal. Elle a remporté plusieurs trophées aux Latin Grammy Award et recordiste du « Trophée Multishow » avec neuf trophées. Elle a été la première chanteuse à faire la 1re de couverture, de la revue Billboard Brésil.

## Parcours
Déjà petite, elle commence à chanter ; au collège, elle profite des récréations pour jouer de la guitare et, dans les soirées familiales, s'occupe des percussions. À 17 ans, elle s'installe à Salvador pour y travailler comme mannequin mais ne résiste pas à sa passion pour la musique.
Elle commence alors à jouer dans des bars et, par la suite, fait quelques concerts dans l'intérieur de l'État de Bahia jusqu'au Pernambuco. Dans sa ville natale, elle est alors invitée à faire la première partie de Geraldo Azevedo (en) au théâtre du centre culturel local.
De retour à Salvador, elle participe à une micareta dans la ville de Morro do Chapéu. Elle y rencontre le producteur Jonga Cunha, fondateur du  groupe Banda Eva. Ainsi commença le règne d'Ivete sur le groupe Banda Eva, avec lequel elle enregistrera six albums, vendus à plus de 4 millions d'exemplaires. Avant, en 1992, l'artiste avait remporté le prix Dorival Caymmi de meilleure interprète.
Sa carrière solo démarre officiellement le mercredi des cendres 1999, pour son dernier carnaval avec Banda Eva. D'avril à juin de cette même année, elle enregistre les 14 titres de son premier album, Ivete Sangalo. Elle a déjà vendu plus de 2 millions d'albums jusqu'à aujourd'hui.
Elle fait partie du jury de l'émission The Voice Brasil lors de la saison 6 (2017).

## Discographie

### Banda Eva
- 1993 : Banda Eva[1]
- 1994 : Pra Abalar [1]
- 1995 : Hora H [1]
- 1996 : Beleza Rara[1]
- 1997 : Banda Eva ao Vivo[1]
- 1998 : Eva, Você e Eu[1]

### Solo
- 1999 : Ivete Sangalo
- 2000 : Beat Beleza
- 2001 : Festa
- 2002 : Se Eu Não Te Amasse Tanto Assim
- 2003 : Clube Carnavalesco Inocentes em Progresso
- 2004 : MTV Ao Vivo - Ivete Sangalo
- 2005 : As Super Novas
- 2006 : O Melhor de Ivete Sangalo (édition spéciale pour l'Europe)
- 2006 : Multishow Ao Vivo: Ivete no Maracanã
- 2009 : Pode Entrar: Multishow Registro
- 2010 : Multishow ao Vivo: Ivete Sangalo no Madison Square Garden
- 2012 : Real Fantasia
- 2014 : Multishow ao Vivo: Ivete Sangalo 20 Anos
- 2016 : Acústico Em Trancoso
- 2019 : Live Experience
- 2021 : Mae (single enregistré avec le groupe As Baias)